# Belzec-per
A Belzec-per (németül: Belzec-Prozess, lengyelül: proces Bełżec) egy bírósági eljárás volt Nyugat-Németországban, melyben nyolc, háborús bűnökkel vádolt egykori SS-keretlegény ellen emeltek vádat, akik a háború alatt a bełżeci megsemmisítő táborban teljesítettek szolgálatot. A pert a müncheni 1. kerületi törvényszék előtt folytatták le 1963. augusztus 8. - 1965. január 21. között. Habár a per során voltak bizonyítékok a vádlottak közvetett felelősségére a táborban zajló megsemmisítési program megvalósításában, a bíróság hét vádlottat felmentett arra hivatkozva, hogy a vádlottak nyomás alatt cselekedtek, csak egy főt ítéltek el, 4,5 év börtönre. A felmentett vádlottak közül később öt főt az ún. Sobibór-perben is bíróság elé állítottak. 

## Előzmények

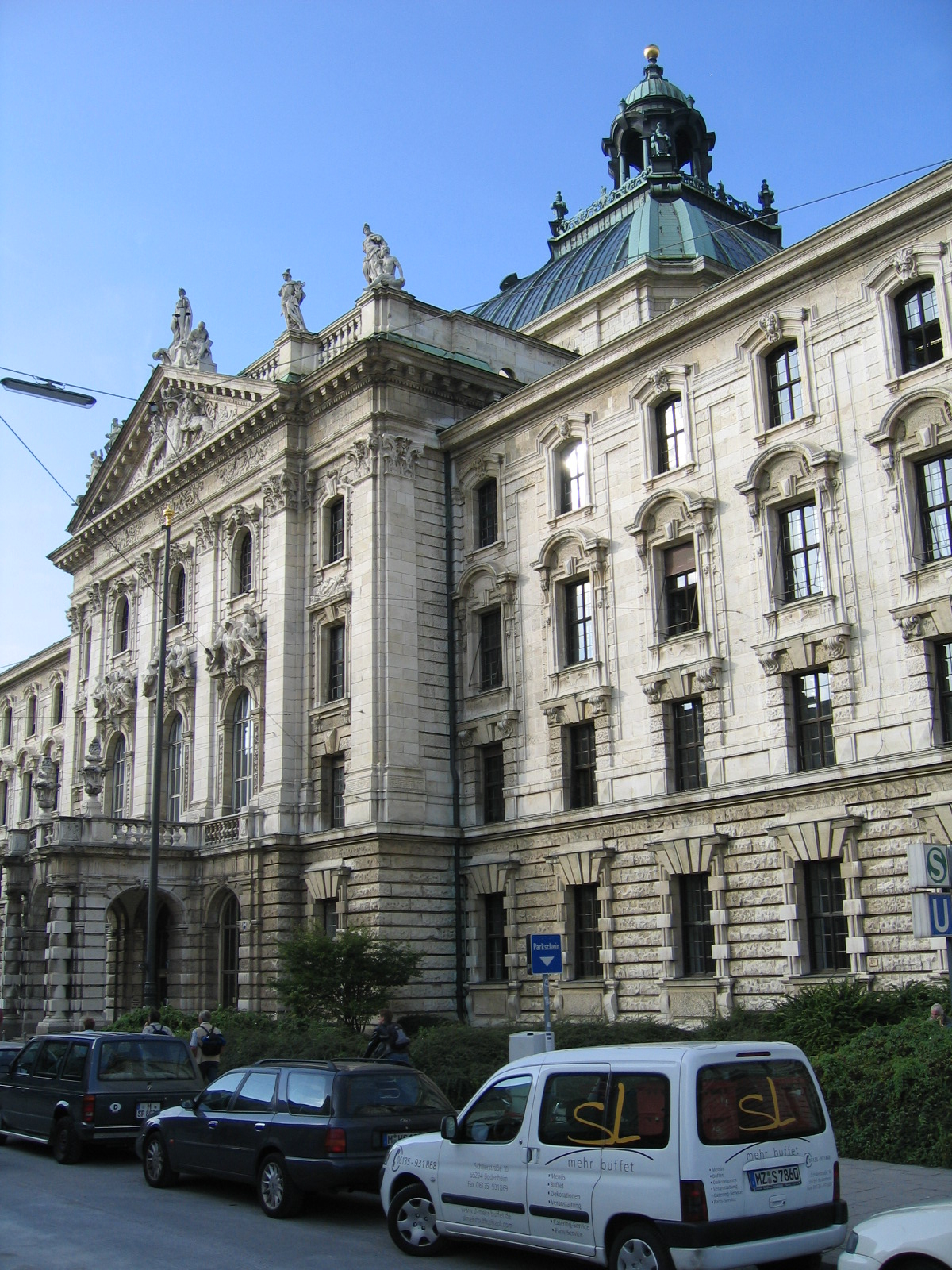
A müncheni törvényszék épülete.

A belzeci megsemmisítő tábor 1942. március 17. - 1943. júniusa között funkcionált a náci Németország által megszállt Lengyelország (Lengyel Főkormányzóság) területén, a Lublinhoz közeli Bełżec (németül Belzec) falu mellett. A táborban, működése alatt, mintegy 430 - 500 000 fő vesztette életét a szisztematikus megsemmisítés során, elsősorban az ide deportált zsidók, cigányok és kisebb számban lengyelek, de Belzec volt az egyik helyszíne a náci eutanázia-program végrehajtásának is. A tábornak mindössze hét túlélője ismeretes.
A tábor viszonylag korai bezárása miatt, a német hatóságoknak volt lehetőségük a tömegmészárlásra utaló bizonyítékok szinte teljes megsemmisítésére, ezzel megnehezítve a táborban történt bűncselekmények pontos feltérképezését. A háború utáni számonkérés során tovább nehezítette a hatóságok munkáját, hogy a tábor személyzetének jelentős része sikeresen elmenekült vagy öngyilkos lett, az első táborparancsnokot, Christian Wirthet 1944 novemberében jugoszláv partizánok meggyilkolták, míg a második parancsnok, Gottlieb Hering 1945 októberében hunyt el egészségügyi okok miatt. 

## A per
Az 1961-ben lezajló jeruzsálemi Eichmann-per holokauszt-perek egész sorozatát indította el Nyugat-Németországban (illetve kisebb mértékben az NDK-ban is). Ennek a "hullámnak" a keretében került sor 1963-ban a Belzec-perre is. 
A vádindítvány 1963 nyarán látott napvilágot nyolc egykori SS-keretlegény ellen, akik az 1942-1943 közötti időszakban a belzeci megsemmisítő táborban teljesítettek szolgálatot. Az eljárás 1963. augusztus 8. - 1965. január 21. között tartott. Ez alatt az idő alatt összesen 14 tanút hallgattak meg, többségében a tábor volt SS személyzetének néhány tagját, illetve egy túlélőt, aki azonban egyetlen vádlott ellen sem tudott terhelő vallomást tenni. A bíróság végül hét vádlottat (Erich Fuchs, Heinrich Gley, Werner Dubois, Karl Schluch, Heinrich Unverhau, Robert Jührs és Ernst Zierke) szabadlábra helyezett, arra hivatkozva, hogy kényszer hatására, felsőbb parancsra cselekedtek, a parancs megtagadása pedig súlyos következményekkel járt volna számukra. A továbbra is vád alatt maradt Josef Oberhauser (akit korábban az NDK-ban 15 év börtönre ítéltek, de 8 év után szabadlábra helyeztek) esetében azonban a bíróság nem fogadta el ezt az enyhítő körülményt, arra hivatkozva, hogy Oberhauser Christian Wirth táborparancsnok személyi asszisztenseként jó kapcsolatot ápolt vele. A bíróság végül - az NDK-ban letöltött idő figyelembevételével - Oberhausert 4,5 év börtönre ítélte, majd a büntetés felének letöltése után amnesztiában részesült.
A Münchenben felmentett hét vádlott közül ötöt fél év múlva a Hagenben lefolytatott Sóbibor-perben is bíróság elé állítottak, itt közülük két főt ítéltek el: Erich Fuchsot négy év, míg Werner Duboist 3 év börtönre. Három vádlottat (Heinrich Unverhau, Robert Jührs és Ernst Zierke) másodszor is felmentettek.